# Aeroportul Bulolo
Aeroportul Bulolo (IATA: BUL, ICAO: AYBU) este un aeroport din Bulolo⁠(d), Bulolo District⁠(d), Morobe Province⁠(d), Papua Noua Guinee.
Situat la o altitudine de 683 m, aeroportul dispune de o singură pistă.